# コスモス8号
コスモス8号（Kosmos 8、ロシア語:Космос 8）またはDS-K-8 No.1は、技術実証を目的とした人工衛星であり、ソビエト連邦により1962年に打ち上げられた。西側ではスプートニク18号(Sputnik 18)とも呼ばれる。8機目のコスモス衛星であり、3機目のDS衛星として、コスモス1号、コスモス6号に次いで打上げられた。主目的は、将来の軍事衛星のための技術の実証であった。また、w:meteoroid fluxを発見した流星塵の調査ペイロードを運んだ。
コスモス2I 63S1ロケットの7度目の打上げとなった。1962年8月18日15:00(UTC)にカプースチン・ヤールのマヤーク発射施設第2発射台から打ち上げられた。
近地点244 km、遠地点598 km、軌道傾斜角49°、軌道周期92.9分の低軌道に乗せられた。打上げほぼ1年後の1963年8月17日に軌道減衰した。コスモス8号は、実際に打ち上げられた唯一のDS-K-8衛星であった。